# Matam, Guinea
Matam är en kommun i Guineas huvudstad Conakry. Den hade 162 082 invånare 2018.